# Beggars of Life
Beggars of Life (Brasil: Os Mendigos da Vida ) é um filme de drama produzido nos Estados Unidos, dirigido por William A. Wellman e lançado em 1928.